# Fuenteovejuna

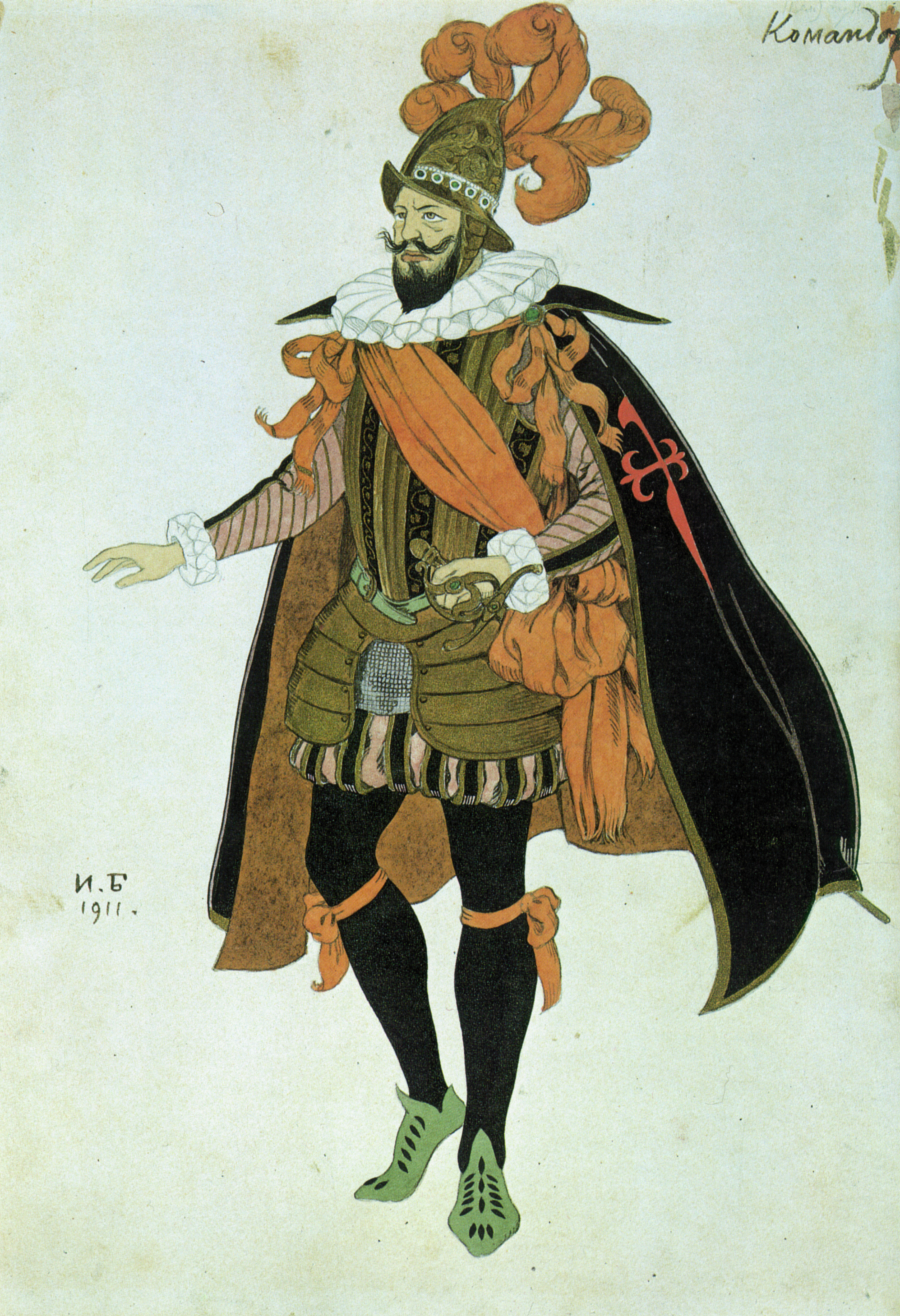
Le personnage du Commandeur, illustration d'Ivan Bilibine.

Fuenteovejuna est l'une des pièces les plus fameuses du dramaturge espagnol Lope de Vega, publiée pour la première fois à Madrid en 1619. L’action se passe dans un village de la province de Cordoue (dans le royaume de Cordoue, d'après d'autres sources), Fuente Obejuna, durant la guerre de Succession de Castille, entre Isabelle Ire de Castille et Jeanne de Castille. Inspirée de faits réels, elle met en scène la révolte de tout un village contre le pouvoir abusif de son Commandeur.

## Résumé
Cette œuvre met en scène la révolte de vassaux contre leur seigneur tyrannique. Méprisant, violent et dénué d’honneur (il enlève chaque jeune fille avant son mariage pour la violer), ce dernier est assassiné. Mais la pièce se clôt sur une réconciliation entre le pouvoir souverain et les villageois, auxquels on attribuera un nouveau seigneur. Ainsi, Lope de Vega semble chercher à valoriser le "lien social" et la solidarité entre les plus faibles. La pièce traversera les siècles et beaucoup s’accorderont à dire qu’elle peut être sujette à différentes interprétations.

### Acte I
Le Commandeur Fernand Gomez de Guzman, de retour de guerre, rend visite au Grand Maître et tente de convaincre celui-ci de se joindre à lui pour défendre la Ciudad Real contre l’armée des Rois Catholiques.
De leur côté, les paysannes Laurencia et Pascuala parlent du comportement abusif et outrageant du Commandeur envers les femmes, ainsi que des avances qu’il a faites à Laurencia : celle-ci les a repoussées car elle tient à son honneur.
Plus tard, alors qu’il rentre à la Commanderie, Fernand Gomez aperçoit les deux femmes; il essaie de les faire entrer par la force dans sa demeure, mais elles réussissent à s'enfuir.
À la fin de l’acte, Frondoso menace le Commandeur avec sa propre arbalète pour sauver Laurencia, que celui-ci tentait de violer. 

### Acte II
Alors que plusieurs habitants discutent sur la place du village, se plaignant de la mauvaise récolte et des maux dus au Commandeur, celui-ci fait irruption, furieux, et réclame la pendaison de Frondoso. Quand les villageois lui répondent qu’il doit respecter l’honneur de ses vassaux, il s’emporte et jure qu’il se vengera.
Cependant, il doit repartir défendre Ciudad Real, et Frondoso en profite pour demander la main de Laurencia.
Alors que tout le village célèbre les noces, le Commandeur revient de la bataille : il fait emprisonner Frondoso et enlève Laurencia.

### Acte III
Les villageois se réunissent dans la Salle du Conseil afin de trouver une solution face à la conduite du Commandeur. Tandis qu’ils hésitent sur la mesure à prendre, Laurencia, qui a réussi à s’échapper, arrive en piteux état et leur reproche leur lâcheté; finalement, elle les persuade de se révolter. 
Ils se rendent alors à la Commanderie où ils sauvent Frondoso de la pendaison et tuent le Commandeur.
En apprenant la nouvelle le Roi envoie un juge afin de savoir qui a tué le Commandeur, mais il n’obtient, malgré la torture, qu’une seule et même réponse des villageois : « Qui a tué le Commandeur ? Fuenteovejuna, monsieur » .
Les paysans finissent par se rendre eux-mêmes devant le roi Ferdinand pour expliquer les motifs du meurtre, implorer son pardon et lui jurer obéissance.
La pièce s’achève sur le pardon du roi.

## Thème
La pièce met en scène un conflit social entre un seigneur féodal et ses vassaux. La révolte face à un pouvoir abusif s’exprime, en effet, dès le premier acte, lorsque le Commandeur essaie d’abuser de Laurencia sous prétexte d’user du droit de cuissage.
Les villageois ne prétendent pas changer le système social : ils cherchent simplement la justice. C’est la solidarité qui leur permet d'être victorieux face à un pouvoir personnel abusif et opprimant. De fait, il ne se trouve pas un seul villageois, même sous la torture, pour dénoncer l’auteur direct du meurtre : c’est le village entier qui se rebelle et exerce la justice, comme le révèlent les réponses faites au juge, d'un laconisme éloquent : « Qui a tué le Commandeur ? Fuenteovejuna, Monsieur!" Lope de Vega n'a probablement pas cherché à écrire une pièce politiquement engagée. Cependant, une interprétation marxiste a contribué à la popularité de cette œuvre dans les anciens régimes de l'Est européen.